# Dorothy Brett

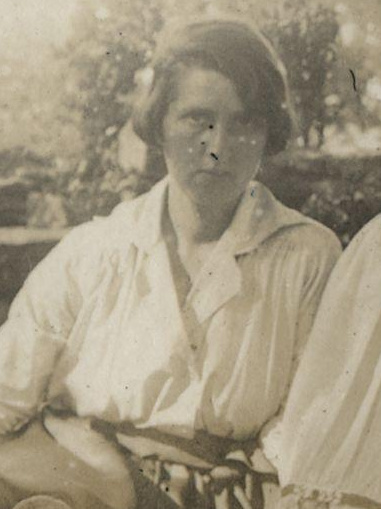
Dorothy Eugénie Brett by unknown artist.

Dorothy Eugenie Brett (* 10. November 1883 in London; † 24. August 1977) war eine britische bzw., nach ihrer Einbürgerung im Jahr 1938, US-amerikanische Malerin.

## Leben
Sie war das dritte Kind von Reginald Brett, 2. Viscount Esher, und seiner Ehefrau Eleanor van de Weyer.
In ihrer Jugend wurde ihr wenig Kontakt zu anderen Kindern und Jugendlichen gestattet; eine Ausnahme bildeten die Tanzkurse, die sie zusammen mit den Kindern der königlichen Familie absolvierte.
Als Dorothy 23 Jahre alt war, wurde sie ins schottische Sommerhaus der Familie geschickt, um den von den Eltern ungern gesehenen Kontakt mit Margaret Brooke und ihrer Familie zu unterbinden. Dort sah General Sir Ian Hamilton einige ihrer Zeichnungen und brachte ihre Eltern dazu, ihr Unterricht an der Slade School of Fine Art zu gewähren.
Aus der vierjährigen Zeit an der Slade School, in der sie zusammen mit Dora Carrington, Mark Gertler und David Bomberg studierte, stammte ihre Angewohnheit, sich nur noch mit ihrem Nachnamen zu bezeichnen. Auch die Bekanntschaften mit Augustus John und Lady Ottoline Morrell fielen in ihre Zeit an der Slade School.
Ihr Vater finanzierte ihr bald ein eigenes Atelier, allerdings wohl nicht nur, um sich als Mäzen zu zeigen, sondern auch, um die exzentrische Tochter und ihre Freunde von der Familie fernzuhalten.
In den Jahren an der Slade School entwickelte sich eine Hörschwäche bei Brett, die sie schließlich zwang, einen Hörapparat zu benutzen. Er wird in einer Erzählung von D. H. Lawrence beschrieben, dessen Bekanntschaft sie im Oktober 1915 machte. Nach der Zeit an der Slade School lebte Brett zunächst hauptsächlich in der Nähe von Oxford, wo sie zur Bloomsbury Group gehörte. 1919 erhielt sie von ihren Eltern ein Haus in Hampstead und eine jährliche Apanage, die sie unabhängig machte.
Die Rückkehr des Ehepaars Lawrence aus Nordamerika im Jahr 1923 führte zu einer Wendung in ihrem Leben: Lawrence hatte in Taos den idealen Platz zur Gründung seiner Kommune Rananim gefunden. 1924 reiste Brett mit dem Ehepaar dorthin und wurde dort heimisch. Auch nachdem Lawrence 1930 gestorben war, blieb sie bei seiner Witwe Frieda. Eine weitere wichtige Bezugsperson und Mäzenin in Taos war Mable Dodge Luhan.

## Werke

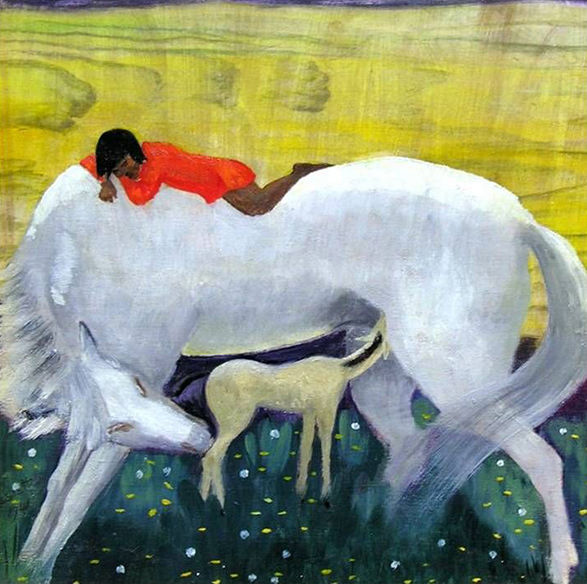
Taos Indian Boy on Horse

Bretts Gemälde aus New Mexico zeigen amerikanische Ureinwohner. Ihre Ceremonials, Bilder, die nach Studien im Pueblo von Taos gemalt wurden, sind vielleicht ihre bekanntesten Werke.
Viele Werke Dorothy Bretts sind in der Ransom Center’s Dorothy Brett Art Collection bewahrt. Sie umfassen u. a. Porträts von Aldous Huxley, D.H. Lawrence und Robinson Jeffers. Auch in der Spud Johnson Collection und in der William Goyen Collection befinden sich Gemälde Bretts, ebenso in der Tate Gallery, der National Portrait Gallery und dem Royal Glasgow Institute of the Fine Arts.

## Veröffentlichungen
- Lawrence and Brett: A Friendship. J. P. Lippincott, Philadelphia, Pennsylvania, USA 1933